# Eleccions al Parlament Europeu de 2019 (Bèlgica)
Les Eleccions al Parlament Europeu de 2019 es van celebrar el 26 de maig a les tres circumscripcions per triar la delegació belga al Parlament Europeu.

## Sistema electoral
Com que la redistribució després del Brexit no va afectar el nombre d'escons assignats a Bèlgica, es van seguir escollint 21 eurodiputats. Un d'ells està assignat per llei al col·legi electoral de parla alemanya i els restants s'assignen al col·legi electoral de parla neerlandesa i al col·legi electoral de parla francesa d'acord amb una fórmula de població, atorgant-los respectivament dotze i vuit escons, com en 2014.
Els electors només podien votar a les llistes en funció de la zona lingüística on vivien. Això vol dir que al districte bilingüe de Brussel·les-Capital, els electors podien triar si votar pel col·legi de parla neerlandesa o pel francòfon. Hi havia una excepció a aquesta regla per als sis municipis amb equipaments lingüístics a la perifèria de Brussel·les, els habitants dels quals també podien optar per votar les llistes francòfones tot i estar a l'àrea de llengua neerlandesa.

## Resultats

### Col·legi electoral flamenc
| Candidatura | Candidatura                                | Vots    | %     | Escons |
| ----------- | ------------------------------------------ | ------- | ----- | ------ |
|             | Nova Aliança Flamenca (N-VA)               | 954.048 | 22.44 | 3 / 12 |
|             | Vlaams Belang (VB)                         | 811.169 | 19.08 | 3 / 12 |
|             | Liberals i Demòcrates Flamencs (Open VLD)  | 678.051 | 15.95 | 2 / 12 |
|             | Cristià Democràtic i Flamenc (CD&V)        | 617.651 | 14.53 | 2 / 12 |
|             | Verd (Groen)                               | 525.908 | 12.37 | 1 / 12 |
|             | Partit Socialista-Diferent (sp.a)          | 434.002 | 10.21 | 1 / 12 |
|             | Partit dels Treballadors de Bèlgica (PVDA) | 210.391 | 4.95  | 0 / 12 |
|             | Volt (Volt)                                | 20.385  | 0.48  | 0 / 12 |

### Col·legi electoral francòfon
| Candidatura | Candidatura                                 | Vots    | %     | Escons |
| ----------- | ------------------------------------------- | ------- | ----- | ------ |
|             | Partit Socialista (PS)                      | 651.157 | 26.69 | 2 / 8  |
|             | Ecolo (Ecolo)                               | 458.655 | 19.91 | 2 / 8  |
|             | Moviment Reformador (MR)                    | 470.654 | 19.29 | 2 / 8  |
|             | Partit dels Treballadors de Bèlgica (PVDA)  | 355.883 | 14.59 | 1 / 8  |
|             | Centre Demòcrata Humanista (cdH)            | 218.078 | 8.94  | 1 / 8  |
|             | Demòcrates Federalistes Independents (DéFI) | 144.555 | 5.92  | 0 / 8  |
|             | Partit Popular (PP)                         | 113.793 | 4.66  | 0 / 8  |

### Col·legi electoral alemany
| Candidatura | Candidatura                               | Vots   | %     | Escons |
| ----------- | ----------------------------------------- | ------ | ----- | ------ |
|             | Partit Social Cristià (CSP)               | 14.247 | 34.94 | 1 / 1  |
|             | Ecolo (Ecolo)                             | 6.675  | 16.37 | 0 / 1  |
|             | Pro Deutschsprachige Gemeinschaft (ProDG) | 5.360  | 13.14 | 0 / 1  |
|             | PFF - Moviment Reformador                 | 4.684  | 11.49 | 0 / 1  |
|             | Partit Socialista (PS)                    | 4.655  | 11.42 | 0 / 1  |
|             | Vivant                                    | 4.550  | 11.16 | 0 / 1  |
|             | DierAnimal (DierAnimal)                   | 606    | 1.49  | 0 / 1  |